# Molvice (Szamobor)
 Molvice  falu Horvátországban Zágráb megyében. Közigazgatásilag Szamoborhoz tartozik.

## Fekvése
Zágrábtól 18 km-re délnyugatra, községközpontjától 5 km-re délkeletre a Zsumberk-Szamobori-hegység lejtőin fekszik.

## Története
A falunak 1857-ben 200, 1910-ben 408 lakosa volt. Trianon előtt Zágráb vármegye Szamobori járásához tartozott. 2011-ben 640 lakosa volt.

## Lakosság
| Lakosság változása | Lakosság változása | Lakosság változása | Lakosság változása | Lakosság változása | Lakosság változása | Lakosság változása | Lakosság változása | Lakosság változása | Lakosság változása | Lakosság változása | Lakosság változása | Lakosság változása | Lakosság változása | Lakosság változása | Lakosság változása |
| ------------------ | ------------------ | ------------------ | ------------------ | ------------------ | ------------------ | ------------------ | ------------------ | ------------------ | ------------------ | ------------------ | ------------------ | ------------------ | ------------------ | ------------------ | ------------------ |
| 1857               | 1869               | 1880               | 1890               | 1900               | 1910               | 1921               | 1931               | 1948               | 1953               | 1961               | 1971               | 1981               | 1991               | 2001               | 2011               |
| 200                | 269                | 314                | 355                | 393                | 408                | 462                | 502                | 587                | 601                | 588                | 559                | 537                | 526                | 566                | 640                |

## Nevezetességei
- Szűz Mária Szentséges Szíve tiszteletére szentelt temploma 2000-ben épült a régi, 1911-ben épített kápolna alapjain.
- A falu kúriája egyemeletes, L alakú épület tagolt tetővel, a szárnyak összeillesztésénél kis tornyocskával.